# Jill Johnson

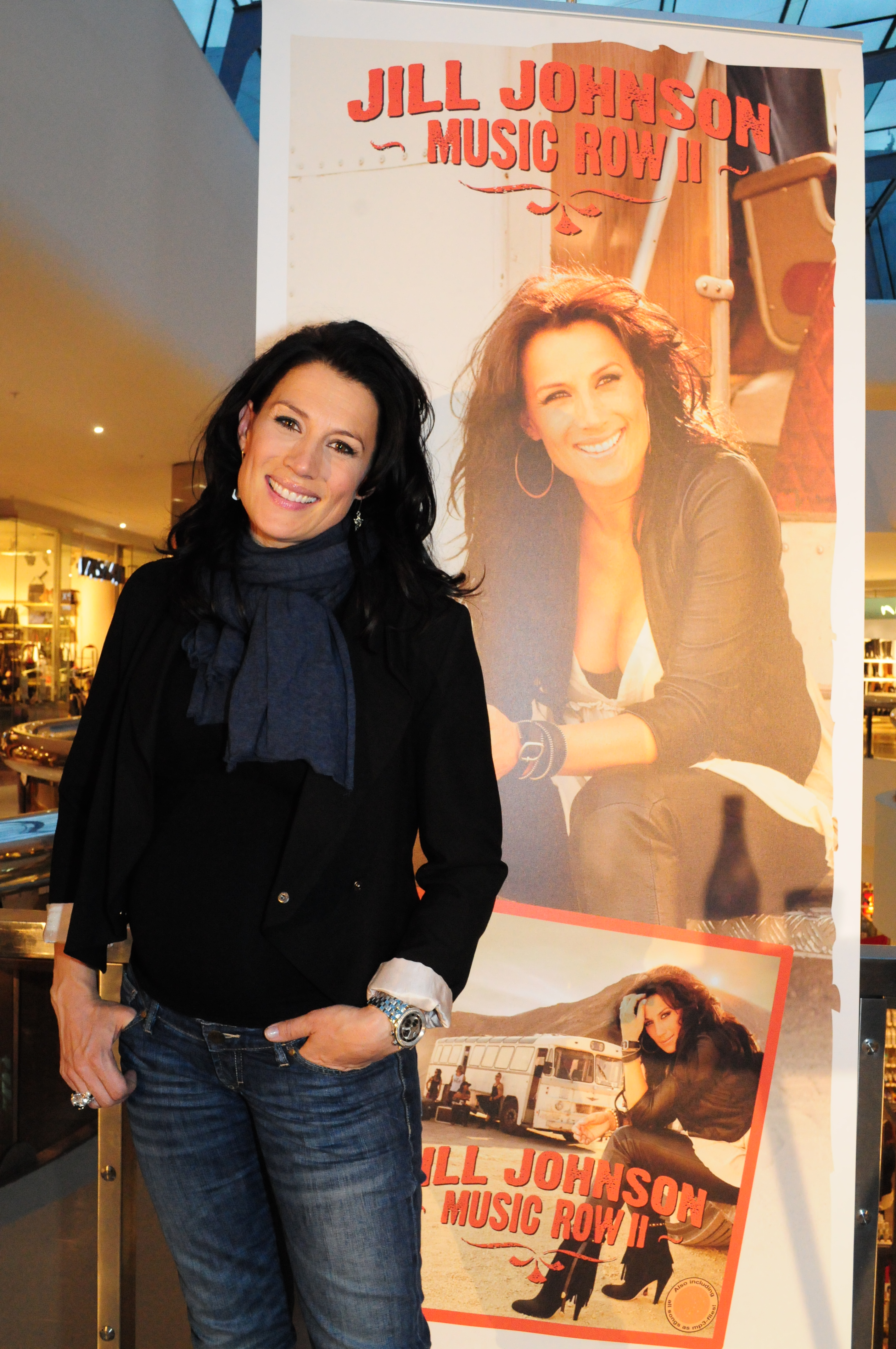
Jill em Norrköping em 2009

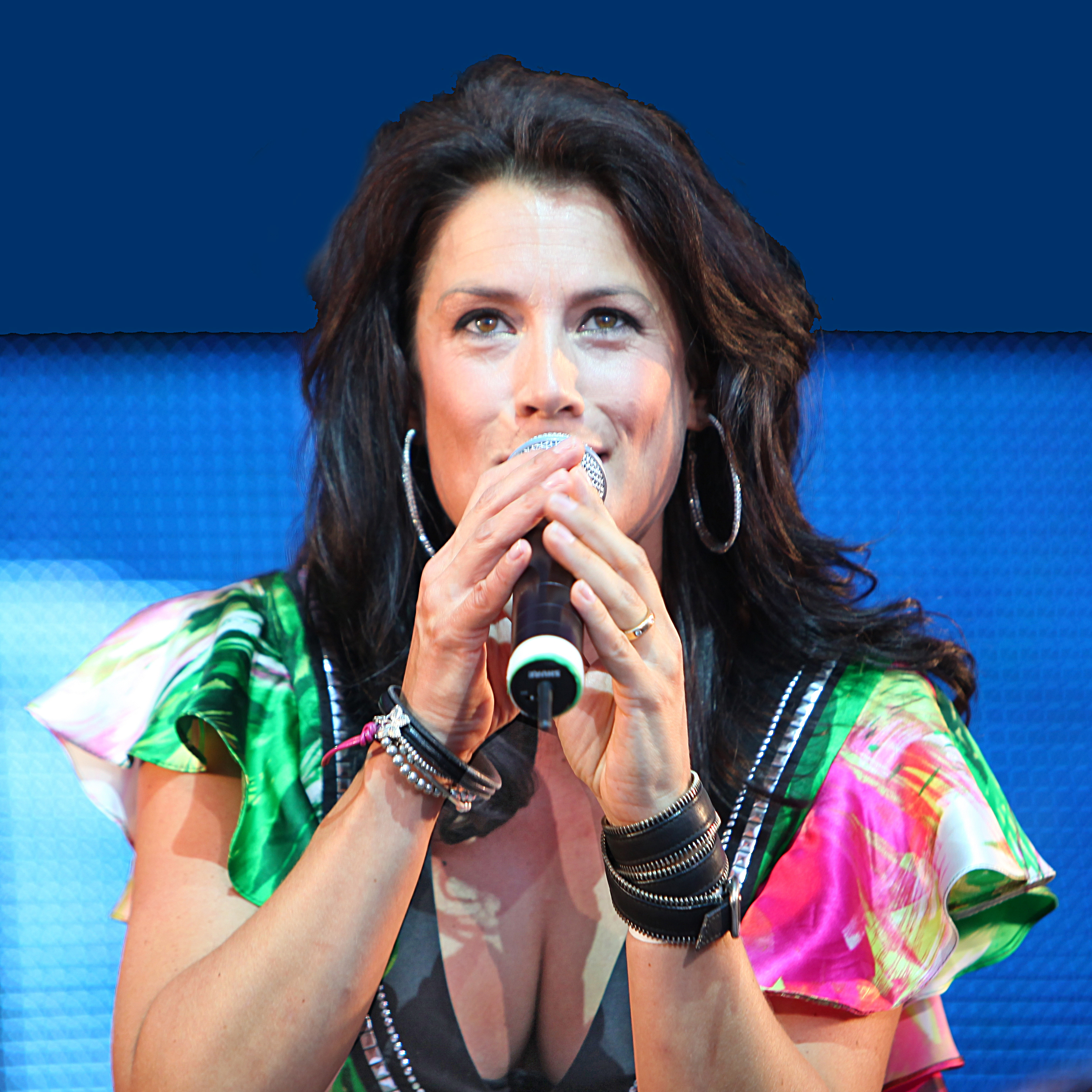
Jill Johnson cantando na parada de orgulho gay em Estocolmo, em 2009.

Jill Johnson, (nome completo: Jill Anna Maria Werner Johnsson), (Ängelholm, 24 de maio de 1973) é uma cantora sueca.
Quando tinha apenas 4 anos, Johnson escolheu dedicar-se ao mundo da música, algo qua animou o diretor do seu coral. Com 12 anos, começou a colaborar como vocalista da banda C & W, realizando tournés pela por Noruega e Dinamarca. Foi neste último país que conseguiu o seu primeiro contrato discográfico com a companhia  EMI-Medley e gravou o seu primeiro trabalho produzido por  Paul Bruun. Este álbum, "Sugar Tree", que se torna rapidamente num sucesso na Dinamarca. 
Mais tarde, em 1996 tentaria a sua grande oportunidade no seu país natal, ao gravar com  Jan Johansen o tema "Kommer Tid, Kommer Vår" ("Vem o tempo, vem a primavera"). Dois anos depois, ganharia o Melodifestivalen 1998 com a canção "Kärleken är" ("O amor existe) e representaria a Suécia no Festival Eurovisão da Canção 1998 que teve lugar em Birmingham. Foi a última representante sueca a cantar em sueco, a partir de 1999 (quando passou a haver liberdade de escolherem a língua das canções)  todos têm cantado em inglês. Johnson terminou em 10.º lugar. Pouco depois, lançaria o álbum "När Hela Världen Ser På" ("Quanto todo o mundo Mira") e realizaria um turné pela Suécia. 
No verão de 1999, partiu para Los Angeles a procura de material para o seu segundo trabalho discográfico. De volta ao seu estúdio, trabalho juntamente com  Andreas Carlsson para publicar finalmente em 2000 "Daughter of Eve". Nesse mesmo ano, recebu um disco de platina na Dinamarca pela banda sonora do filme  "Eneste Ene" ("O Único").
Em 2001 publicaría o seu álbum "Good Girl", realizado en Nashville, Tennessee, recebendo boas críticas por parte dos especialistas, apesar de não obter grande sucesso comercial. 
Com o tema  "Crazy In Love" voltaria a participar no  Melodifestivalen de 1993. Conseguiu chegar à final, terminando em quarto lugare com um grande êxito de vendas (esteve durante 12 semanas no top sueco de vendas). 
Os seus grandes sucessos foram compilados num disco chamado "Discography" em março de 2003. Obteve um disco de ouro e um prémio equivalente aos  Grammy estadunidenses. A esse trabalho seguiu-se um novo trabalho "Roots And Wings", que foi mais um grande sucesso dce vendas, convertendo-se em mais um disco de platina. Em 2005, foi apresetnadora do Melodifestivalen, publicou mais um álbum "Being Who You Are",pelo qual obteve disco de ouro.

## Discografia

### Álbuns
| Informação |
| --- |
| Sugartree - Lançado em 1996 - Posição no top: - Certification/Sales: - Singles: - 1995 "Shake the Sugartree" - 1996 "All Kinds of People"                                                       |
| När hela världen ser på - Lançamento: 1998 - Top de vendas: 37 - Certification/Sales: - Singles: - 1998 "Kärleken är" - 1998 "När hela världen ser på"                                          |
| Daughter of Eve - Lançado: 2000 - Top de vendas: 59 - Certification/Sales: - Singles: - 2000 "Mother's Jewel" - 2000 "Secrets in My Life" - 2000 "It's Only You"                                |
| Good Girl - Ano: 2001 - Top de vendas: 37 - Certification/Sales: - Singles: - 2001 "Jump in a Car" - 2002 "What's Wrong With You]" - 2002 "Luckiest People"                                     |
| Discography - Top de vendas: 2003 - Chart position: 4 - Certification/Sales: Disco de platina - Singles: - 2003 "Crazy in Love"                                                                 |
| Roots and Wings - Ano de lançamento: 2003 - Top de vendas: 5 - Certification/Sales: Platinum - Singles: - 2003 "Can't Get Enough of You" - 2004 "Hopelessly Devoted to You" - 2004 "God's Gift" |
| Being Who You Are - Ano de lançamento: 2005 - Chart position: 4 - Certification/Sales: Disco de ouro - Singles: - 2005 "God Bless a Girl In Love" - 2005 "A Little Bit More"                    |
| The Christmas in You - Ano de lançamento: 2005 - Chart position: 3 - Certification/Sales: Gold - Singles: - 2005 "The Christmas in You"                                                         |
| The Woman I've Become - Lançado em: 2006 - Chart position: 2 - Certification/Sales: Disco de ouro - Singles: - 2006 "Cowboy Up" - 2006 "Baby Don't Go"                                          |
| Music Row - Lançado: 2007 - Chart position: 3 - Certification/Sales: Disco de Platina - Singles: - 2007 "Angel of the Morning" - 2008 "Jolene"                                                  |
| Baby Blue Paper - Lançado em: 2008 - Chart position: 3 - Certification/Sales: Disco de Ouro - Singles: - 2008 "Top of the World"                                                                |
| Music Row II - Lançado: 28 de outubro de 2009 - Chart position: 2 - Certification/Sales: - Singles: 2009 "Its a Heartache"                                                                      |